# شکاف وداجی
شکاف وداجی (به انگلیسی: jugular notch) یا شکاف فوق جناغی (به انگلیسی: Suprasternal notch) بخشی از ساختار گردن انسان است. این شکاف که به نسبت بزرگ و عمیق است، در میان گردن و استخوان ترقوه یافت می‌شود.

## ساختار
شکاف وداجی (یا شکاف ژوگولار) در مرز بالایی بخش «دسته» (به انگلیسی: Manubrium) جناغ و میان شکاف‌های ترقوه‌ای یافت می‌شود.

## بن‌مایه‌ها
مشارکت‌کنندگان ویکی‌پدیا. «Suprasternal notch». در دانشنامهٔ ویکی‌پدیای انگلیسی، بازبینی‌شده در ۳۰ سپتامبر ۲۰۱۵.